# 小田急500形電車
小田急500形電車（おだきゅう500がたでんしゃ）は、1966年から2001年まで小田急電鉄に在籍した跨座式モノレール車両である。

## 概要
川崎市多摩区の向ヶ丘遊園へのアクセス交通機関として、それまで同区間で運行されていた「豆電車」に代わって1966年4月23日に開業した向ヶ丘遊園モノレール線（以下「モノレール線」）の専用車両として導入された車両である。
営業車両としては日本初のロッキード式モノレール車両で、1979年（昭和53年）の姫路市交通局モノレール線廃止後は日本で唯一のロッキード式モノレールであった。

## 登場の経緯
向ヶ丘遊園駅から向ヶ丘遊園までを結ぶ区間には、1927年6月14日から第二次世界大戦中までは「豆汽車」と呼ばれるガソリン機関車が牽引する客車が、1950年3月25日からは蓄電池機関車が客車を牽引する「豆電車」が運行されていたが、これらはいずれも遊戯物としての扱いであり、線路敷は遊園用地の一部として扱われていた。しかし、1965年二ヶ領用水をはさんで平行する府中県道のバイパス工事に伴い、「豆電車」は廃止されることになり、これに代わる輸送手段を必要としていた。しかし、遊戯物類似で採算性も悪いという理由により、建設費が安いことを重点に検討していた。
一方、日本ロッキード・モノレールでは、川崎航空機工業岐阜製作所内に試験線路を設置して、ロッキード式モノレールの各種試験を行なっていた。この試験に使用した車両を譲り受けることで安い費用で導入できるため、この試験車を購入して運行することになった。
こうして、世界で初のロッキード式モノレール実用化路線となったモノレール線の車両として登場したのが、本形式500形である。

## 車両概説
前述の経緯により、本形式に関する小田急電鉄の公式の落成時期と実際の落成時期は異なっている。
小田急の公式記録では「1966年（昭和41年） 日本ロッキード製」とされているが、実際には岐阜県稲葉郡蘇原町（現・各務原市）の川崎航空機工業岐阜工場において、鉄軌条と鉄車輪を用いるロッキード式モノレールの試作車として1962年に新製されたものである。なお、車内に設置されている製造銘板には「川崎航空機・昭和40年」と表記され、車外に設置されている製造銘板には「昭和40年・日本ロッキードモノレール」と表記されていた。

### 車体

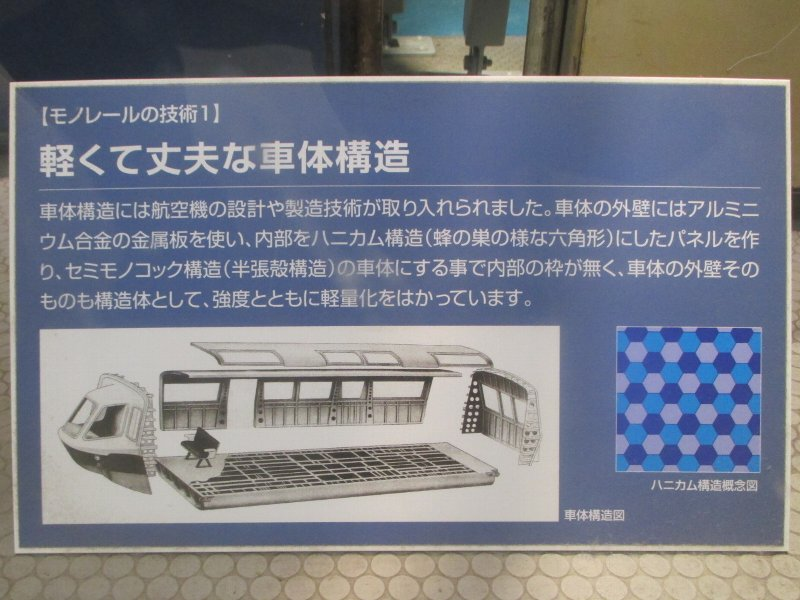
手柄山交流ステーションの車体構造説明パネル。1963年頃に日本ロッキード・モノレール社が姫路市にプレゼンテーションした際の資料で、天窓がある、後部貫通扉がない等、小田急500形時代とは形状が異なる点がある。

この車輌は当時のロッキード社の開発番号体系に則り「CL-462-2形」と呼ばれ、川崎航空機工業岐阜工場で先頭車2両、1編成が製造され、1962年9月に完成、10月より工場内の試験軌道で各種の試験を行った。
1964年頃、姫路市交通局モノレール線向けの「標準II形」の設計が具体化すると、「CL-462-2形」は「標準I形」と呼ばれるようになった。
1965年に小田急電鉄に譲渡された時には「観光路線を対象」とした試験機であるとされた。設計にあたってはインダストリアルデザイナーの協力も得た斬新なデザインとなっている。構体はアルミ合金製で、構体腰部を3000形SE車および3100形NSE車と同色のオレンジバーミリオンとし、窓下に白帯を塗装したほかは無塗装仕上げとされた。航空機の技術を用いることで軽量化が図られている。
客用扉は外吊り式の片開扉を山側に2箇所・海側に1箇所、1両当たり計3箇所設置したが、モノレール線においては駅プラットホームの向きが山側で統一されていたことから、通常の客扱いは山側の客用扉において行い、海側の客用扉は非常扉として扱われた。この変則的なレイアウトは、本来川崎航空機での試作段階では各側面に1扉ずつ設置であったものを、営業運転への転用に当たって2扉化が求められたことによるものである。この改造は貫通路の追加設置とともに、川崎航空機岐阜工場からの出荷の段階で実施済みであった。また屋根肩部には明かり取り用の天窓が設けられていたが、小田急へ譲渡された後に塞がれている。
車内は座席向きを一方向に統一した固定クロスシート仕様で、車内送風装置にはファンデリアを採用し、冷房装置は設置されていない。

### 主要機器

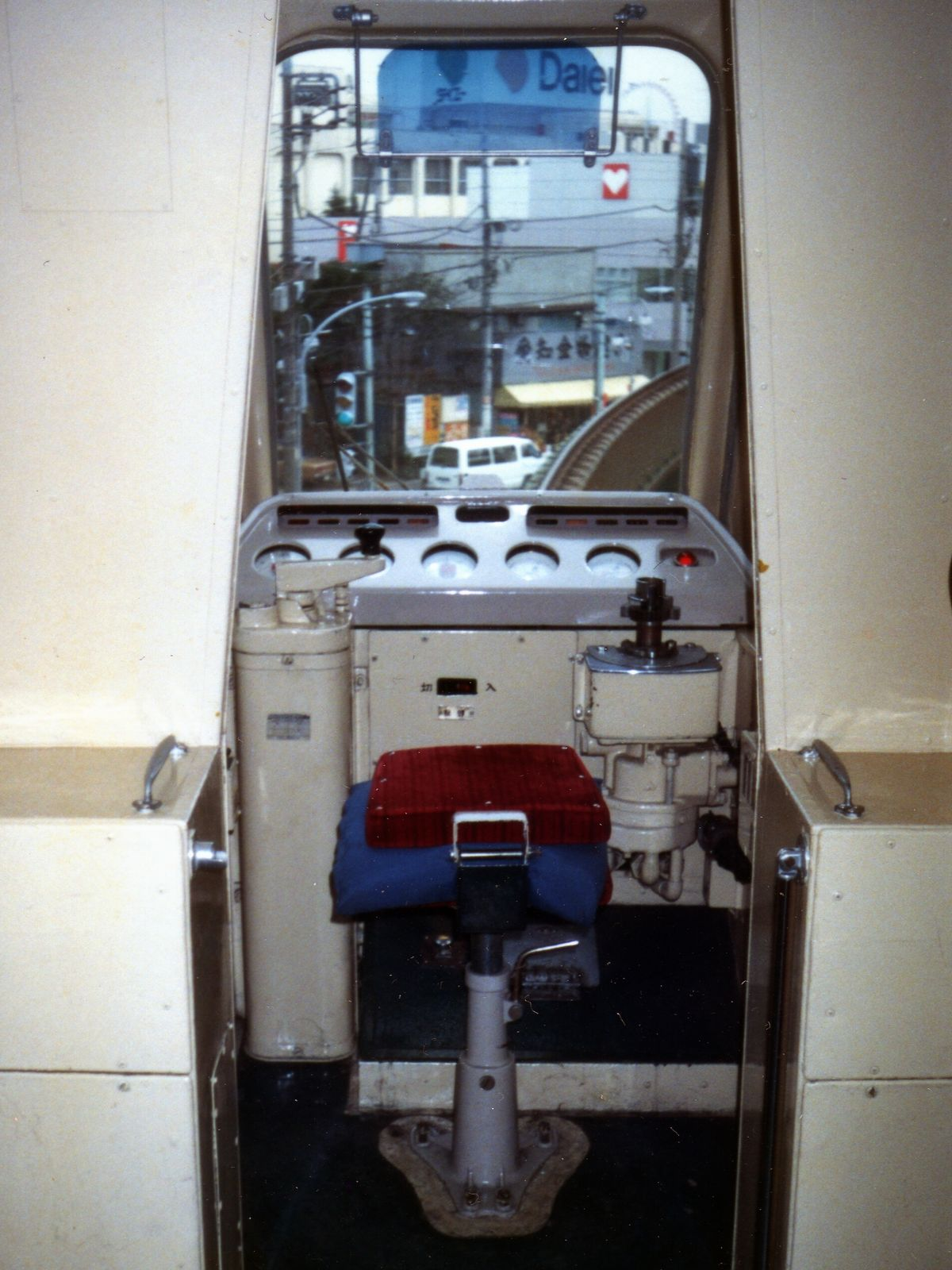
運転台

制御装置はウェスティングハウス・エレクトリック (WH) 社製のXCA-98-B電空カム軸式抵抗制御装置を採用し、各車に1基ずつ搭載する。同制御装置は主電動機2基を1群として永久直列制御を行い、直並列切替および弱め界磁制御は行わない。制御段数は直列8段である。
ただし、別な資料では発電ブレーキ併用の抵抗制御方式とあり、力行12段、発電制動14段とされている。
主電動機は三菱電機製のMB-3153-B直巻電動機を1両当たり4基搭載する。定格出力は75kW（端子電圧300V時）で、駆動方式は直角カルダン駆動、歯車比は5.125である。
台車は川崎車輌製の川車623と称するロッキード式に対応した空気ばね台車を装着する。枕ばね部分は特殊内揺れ枕と懸架装置を用いる独特の設計が採用されている。固定軸間距離は2,030mmで、車輪径は610mmである。
制動装置は日本エヤーブレーキ（現・ナブテスコ）製の電磁直通ブレーキ (HSC) を採用した。基礎制動装置は各駆動軸にドラムブレーキを採用したほか、非常用のレールブレーキと留置用のばねブレーキを装備した。
過走防止のための保安装置として、10km/hと40km/hの2つの速度コードを有した上で、駅構内では10km/h・それ以外の区間では40km/hを超えると非常制動が動作する仕組みの自動列車停止装置 (ATS) を採用したほか、列車無線を装備した。
二両とも基本的にほぼ同仕様であり、初期には片側にしか運転台がない、いわば単行での試験走行もしていた。初期に妻面に貫通路がなかったのはそのため。

## 沿革
本形式は川崎航空機岐阜工場での小田急仕様への改修後、まずデハ502が1965年11月27日に国鉄高山線蘇原駅から新鶴見操車場経由で登戸駅まで輸送され、そこから先はトレーラーにて輸送された。続いてデハ501が同年末に輸送され、翌年春の同線開業に備えた。竣功は1966年1月20日付である。
1966年4月のモノレール線開業以降、本形式は同路線に在籍する唯一の車両として運用された。その後、非冷房かつ固定窓で通風が不十分であったことから、一部の側窓が開閉可能とされ、また屋根肩部に設けられていた明かり取り窓が廃止されるなどの改造工事が実施されている。また、1970年12月には当時の運輸省が定めていた鉄道車両の防火基準である「A-A基準」に対応させるために不燃化工事が行なわれた。
1980年代には向ヶ丘遊園において開催されたイベントに関連して、本形式の前面に『ウルトラマン』のお面を装着し運用されたことが特筆される。
1994年時点でも車両としては安定した状態であったが、2000年2月の定期点検に際して、本形式の台車部分に致命的な損傷が生じていることが発覚し、急遽運行が休止された。モノレールの方式が当時日本唯一となっていたロッキード式であったため、老朽化した設備全体の改修には莫大な費用がかかること、輸送先である向ヶ丘遊園の利用者も減少傾向であったこと、そしてその向ヶ丘遊園までのアクセスには路線バスも運行されており代替輸送も問題ないことから、同年11月9日に小田急電鉄はモノレールの改修を断念し、モノレール線廃止と同日の2001年2月1日付けで本形式は廃車となった。
小田急では2001年3月24日・25日の両日に「500形さよなら見学会」を向ヶ丘遊園正門駅において開催、その後本形式は解体された。本形式の廃車により、日本からロッキード式モノレールの営業車両は消滅した。
その後、向ヶ丘遊園も2002年3月31日をもって閉園となった。

## 編成表
凡例Mc …制御電動車、CON…制御装置、MG…電動発電機、CP…電動空気圧縮機
|          | ← 向ヶ丘遊園正門 → |           |
| 形式     | デハ500            | デハ500   |
| 区分     | Mc                 | Mc        |
| 車両番号 | 501                | 502       |
| 自重     | 16.20t             | 16.20t    |
| 搭載機器 | CON,MG,CP          | CON,MG,CP |
| 定員     | 120                | 120       |